# لوسيوس ألين
لوسيوس ألين (بالإنجليزية: Lucius Allen)‏ مواليد 26 سبتمبر 1947 في كانساس سيتي,كنساس، هو لاعب كرة سلة أمريكي سابق بدأ مسيرته الاحترافية في سنة 1969. تم اختياره من قبل فريق سياتل سوبرسونيكس خلال الدرافت. يبلغ طوله 6 قدم 2 بوصة (1.9 م). اعتزل اللعب في 1979. فاز بلقب دوري إن بي إيه. أحرز خلال مسيرته في الإن بي إيه 9407 نقطة بمعدل 13.4 نقطة في المباراة الواحدة.

## المسيرة الاحترافية
لعب مع سياتل سوبرسونيكس في موسم 1969–1970، ثم لعب مع ميلووكي باكز من سنة 1970 إلى 1975، ثم لعب مع لوس أنجلوس ليكرز من سنة 1974 إلى 1977، ثم لعب مع سكرامنتو كينغز من سنة 1977 إلى 1979.

## روابط خارجية
- لوسيوس ألين على موقع إن بي أي (الإنجليزية)
- لوسيوس ألين على موقع سبورتس رفرنس (الإنجليزية)
- لوسيوس ألين على موقع كلية كرة السلة في سبورتس رفرنس.كوم (الإنجليزية)
- لوسيوس ألين على موقع ريلجم (الإنجليزية)
- لوسيوس ألين على موقع بروبوليرز (الإنجليزية)
- لوسيوس ألين على موقع قاعة كنساس للمشاهير الرياضية (مؤرشف) (الإنجليزية)